# Neuville-sur-Escaut
Neuville-sur-Escaut là một xã ở trong tỉnh Nord ở miền bắc nước Pháp. Xã này có diện tích 4,74 kilômét vuông, dân số năm 1999 là 2799 người. Xã nằm ở khu vực có độ cao trung bình 40 mét trên mực nước biển.